# Біді

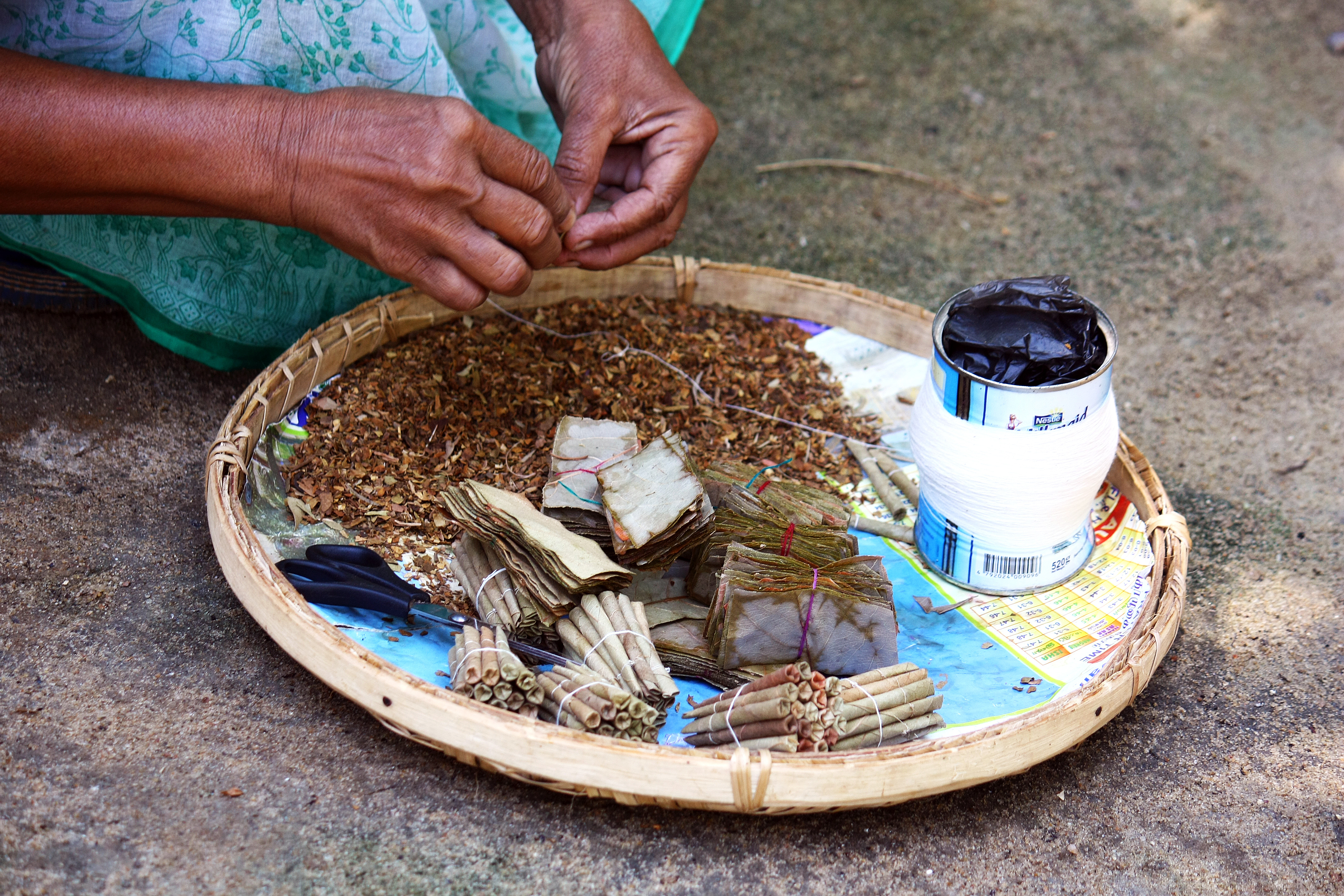
Закручування біді

Бі́ді (гінді बीड़ी), іноді бірі — тонкі, невеликі азійські сигарети, поширені в Індії, та інших країнах Азії. Представляють собою нарізане листя необробленого тютюну з домішкою трав, загорнуте в лист коромандельського чорного дерева (на хінді називається тенду або тендуріні лат. Diospyros melanoxylon) — перев'язаний кольоровою ниткою. Стверджується, що до складу біді входять лише природні складові, без хімічних добавок та обробок. Зараз випускаються ароматизовані біді, природне походження ароматизаторів, що використовуються в них, залишається під питанням. Як і інші тютюнові вироби, біді можуть викликати нікотинову залежність. Крім того, їх дим містить в середньому більше нікотину і смол, ніж звичайні сигарети.